# Stade de Tosu
 (avril 2025).
Si vous disposez d'ouvrages ou d'articles de référence ou si vous connaissez des sites web de qualité traitant du thème abordé ici, merci de compléter l'article en donnant les références utiles à sa vérifiabilité et en les liant à la section « Notes et références ».
Le Ekimae Real Estate Stadium (en japonais : 鳥栖スタジアム) (nom commercial) est un stade de football, situé à Tosu, dans la préfecture de Saga au Japon.

## Histoire
Inauguré en 1996, il est le terrain de jeu du Sagan Tosu. 
Propriété de la ville de Tosu, il a une capacité de 24 490 places.